# Wognum
Wognum este o localitate în Țările de Jos, în comuna Medemblik din provincia Olanda de Nord. Până în 2007 localitatea era o comună separată din care mai făceau parte și localitățile Nibbixwoud și Zwaagdijk-West.